# Balcanatòlia
Durant uns 10 milions d'anys, fins al final de l'Eocè, Balcanatòlia era una illa continental o una sèrie d'illes, separades d'Àsia i també d'Europa occidental. La zona comprèn aproximadament els moderns Balcans i Anatòlia. Els mamífers fòssils d'aquesta zona es diferencien de la fauna de mamífers a l'Europa occidental o Àsia.
Al sud-est d'Europa, les troballes de l'Eocè d'Amynodontidae, Hyracodontidae, Brontotheriidae i Anthracotheriidae tenen afinitats amb formes asiàtiques, però no amb les de l'Europa occidental. Aquesta fauna relacionada amb l'Àsia a Balcanatòlia es va mantenir diferent de la fauna d'Europa occidental fins a 10 milions d'anys abans de l'esdeveniment d'extinció de l'Eocè-Oligocè, la Grande Coupure quan va començar la glaciació de l'Antàrtida, el nivell del mar va caure i la migració terrestre cap a Europa occidental va ser possible; la fauna endèmica d'Europa occidental va desaparèixer i va ser substituïda en gran part per formes asiàtiques. Rosegadors cricetos als Balcans indiquen que els mamífers invasius d'Àsia van començar a colonitzar l'element de les etapes del sud-est d'Europa dels Balcans a l'Eocè mitjà o superior, en algun moment entre el Lutecià i el Priabonià.
Dins de Balcanatòlia, la fauna del sud-est d'Europa també difereix de la d'Anatòlia; Podria ser un artefacte del procés d'investigació fins ara, però pot haver-hi barreres internes al moviment entre l'est i l'oest de Balcanatòlia.